# Abol-Ghasem Mostafavi Kashani
Abol-Ghasem Mostafavi Kashani, noto come Ayatollah Seyyed Abol-Ghasem Mostafavi Kashani (in persiano آیت‌الله سید ابوالقاسم مصطفوی کاشانی) (Teheran, 19 novembre 1882 – Teheran, 14 marzo 1962), è stato un parlamentare iraniano e leader del clero sciita militante del suo tempo.

## Biografia
Il padre, l'Ayatollah Hajj Seyyed Mostafa Kashani (in persiano: آیت‌الله حاج سید مصطفی کاشانی), perse la vita combattendo contro gli inglesi nella grande rivolta sciita in Iraq subito dopo la prima guerra mondiale. Il figlio sviluppò fin da allora una profonda ostilità per gli inglesi e per le ingerenze straniere in Iran. Arrestato dopo l'invasione anglo-sovietica dell'Iran del 1941, fu mandato in esilio in Libano. Eletto in Parlamento nel 1950, tornò in Iran e sostenne Mohammad Mossadeq nell'opposizione al rinnovo della concessione petrolifera dell'Anglo-Persian Oil Company.
Dopo l'assassinio del Primo Ministro Ali Razmara da parte di un fanatico religioso, egli sostenne la nomina di Mossadeq a Primo Ministro e la nazionalizzazione dell'industria petrolifera del 1951. L'Ayatollah Kashani divenne allora Presidente del Majles dell'Iran (il parlamento), ma l'alleanza con Mossadeq divenne tuttavia difficile dopo la Crisi di Abadan e si spezzò nel 1953, quando Mossadeq introdusse una serie di riforme per modernizzare e laicizzare il Paese. Mossadeq arrivò ad abolire il Majlis e l'Ayatollah Kashani sostenne lo Scià Mohammad Reza Pahlavi, in esilio a Roma, nel colpo di Stato della CIA che depose il Primo Ministro. 
Dopo la caduta di Mossadeq, lo Scià rispettò il clero sciita e le sue prerogative fine alla morte dell'Ayatollah Kashani, nel 1962. Dopo di allora Mohammad Reza Pahlavi lanciò invece una serie di riforme, la cosiddetta Rivoluzione bianca, mirate a modernizzare e laicizzare la Persia ed i religiosi sciiti tornarono a ribellarsi. Tra questi nel 1963 spiccava l'Ayatollah Ruhollah Khomeini che fu arrestato e condannato all'esilio e che sarà la Guida della Rivoluzione iraniana del 1979.